# Mike Coffin
Michael Wayne „Mike“ Coffin (* 30. August 1970 in Los Angeles) ist ein österreichischer Basketballtrainer und ehemaliger -spieler US-amerikanischer Herkunft. Während seiner Spielerlaufbahn stand er bei Vereinen in Österreich, der Schweiz, Deutschland und Griechenland unter Vertrag. 2001 nahm er die österreichische Staatsbürgerschaft an.

## Laufbahn

### Spieler
Der 1,94 Meter große Aufbauspieler studierte und spielte von 1988 bis 1990 am Cerritos College sowie von 1990 bis 1992 an der Biola University (beide im US-Bundesstaat Kalifornien). In seinen beiden Biola-Jahren trumpfte Coffin insbesondere als herausragender Korbvorbereiter auf und erzielte im Schnitt 8,2 Vorlagen pro Begegnung. Damit setzte er sich in der ewigen Bestenliste der Hochschulmannschaft in dieser Kategorie an die Spitze. Coffin nahm im Sommer 1992 an einem Probetraining beim NBA-Verein Utah Jazz teil, erhielt aber keinen Vertrag. Er absolvierte 1993/94 noch ein Studienjahr an der California State University Dominguez Hills, ehe er als Berufsbasketballspieler nach Europa wechselte.
Den Anfang machte er in Deutschland, wo er von 1993 bis 1995 für Wuppertal in der Regionalliga spielte. 1995 ging er zum Bundesligisten Kapfenberg nach Österreich und entwickelte sich zu einem der Stars der Liga. Er spielte bis 2004 in Kapfenberg und wurde mit der Mannschaft 2001, 2002, 2003 sowie 2004 unter Trainer Michael Schrittwieser Staatsmeister.
Zu Beginn des Spieljahres 2004/05 hatte Coffin kurze Zwischenstationen in Griechenland bei Ilysiakos Athen sowie in Deutschland beim Zweitligisten Düsseldorf Magics, ehe er nach Österreich zurückkehrte und sich bis zum Saisonende den Wörthersee Piraten anschloss.
Von 2005 bis 2009 stand er beim Schweizer Nationalligisten Starwings Basel unter Vertrag.

### Trainer
Zwischen 2009 und 2015 arbeitete Coffin als Trainer (zunächst noch als Spielertrainer) der Mattersburg Rocks, 2012, 2013 und 2014 gewann die Mannschaft unter seiner Leitung die Zweitliga-Meisterschaft. 2013 und 2014 wurde er vom Internetdienst eurobasket.com als „Trainer des Jahres“ der 2. Bundesliga ausgezeichnet. Von 2015 bis 2017 amtete er als Cheftrainer des Bundesligisten WBC Raiffeisen Wels, den er 2016 zur österreichischen Vizemeisterschaft führte.
Im Sommer 2017 betreute er als Cheftrainer Österreichs U18-Auswahl. Zu Saisonbeginn 2017/18 übernahm Coffin abermals das Traineramt in Mattersburg. Ebenfalls 2017 wurde er zum Assistenztrainer der österreichischen Nationalmannschaft berufen. Ende Dezember 2017 wechselte er auf den Cheftrainerposten bei den Kapfenberg Bulls, wo er Nachfolger von Michael Schrittwieser wurde. Coffin führte die Mannschaft im März 2018 zum Pokalsieg sowie im Juni 2018 zum Gewinn des Meistertitels, Kapitän der Meistermannschaft war sein Sohn Marck.
Zusätzlich zu seinem Traineramt in Kapfenberg übernahm er ab Juni 2018 den Posten des österreichischen Nationaltrainers. Im März 2019 gewannen die Kapfenberger erneut den österreichischen Pokalbewerb. Auch der Meistertitel wurde im Spieljahr 2018/19 verteidigt. Im Sommer 2019 schied er nach einjähriger Amtszeit als Trainer der Nationalmannschaft aus. Im Februar 2022 wurde er in Kapfenberg freigestellt, zur Saison 2022/23 wechselte er zum Ligakonkurrenten SKN St. Pölten. Im März 2024 wurde er entlassen.
Coffin trat im Jänner 2025 das Traineramt beim BC Vienna an.